# Proper Education
«Proper Education» es un remix de la parte 2 de la canción de 1979 «Another Brick in the Wall» de Pink Floyd (acreditado como Floyd) realizado por el disc-jockey y productor sueco Eric Prydz. Fue lanzado en Suecia el 24 de noviembre de 2006 y en el Reino Unido el 1 de enero de 2007. La canción alcanzó el número dos en la lista de sencillos del Reino Unido y encabezó la lista de Billboard Hot Dance Airplay de los Estados Unidos en 2007. El 8 de diciembre de 2007, la canción recibió una nominación a la «Mejor Grabación Remezclada» en los Premios Grammy 2008.

## Video musical
El vídeo musical de la canción presenta a Daniel Ilabaca escapando de la escuela (lo que se conecta con el tema de la canción original) mientras realiza acrobacias de parkour. Se cuelan en varios apartamentos y realizan tareas energéticamente eficientes, como sustituir bombillas por sus equivalentes energéticamente eficientes, bajar los termostatos, apagar los televisores, poner ladrillos en los baños (para ahorrar agua), etc. Finalmente, acceden a la red eléctrica del complejo de apartamentos y apagan todo el edificio, antes de volver a iluminar algunos de los apartamentos para que las palabras «SWITCH OFF» aparezcan en las luces al costado del edificio. El video termina con la frase «You don´t need an education to save the planet» («No necesitas educación para salvar el planeta»). El videoclip fue grabado en Broadwater Farm Estate en Tottenham.

## Lista de canciones
| Sencillo 12" (Suecia) |                    |          |  |
| N.º                   | Título             | Duración |  |
| 1.                    | «Proper Education» |          |  |
| 2.                    | «The Dub»          |          |  |

| Sencillo CD (Países Bajos) |                                               |          |  |
| N.º                        | Título                                        | Duración |  |
| 1.                         | «Proper Education» (radio edit)               |          |  |
| 2.                         | «Proper Education» (club mix)                 |          |  |
| 3.                         | «Proper Education» (Sebastian Ingrosso remix) |          |  |
| 4.                         | «Proper Education» (Sébastien Léger remix)    |          |  |

| Sencillo 12" (España) |                                               |          |  |
| N.º                   | Título                                        | Duración |  |
| 1.                    | «Proper Education» (original)                 | 6:09     |  |
| 2.                    | «Proper Education» (dub)                      | 8:38     |  |
| 3.                    | «Proper Education» (Sebastian Ingrosso remix) | 8:59     |  |

| CD1 (Reino Unido) |                                 |          |  |
| N.º               | Título                          | Duración |  |
| 1.                | «Proper Education» (radio edit) |          |  |
| 2.                | «Proper Education» (club mix)   |          |  |

| CD2 (Reino Unido) |                                               |          |  |
| N.º               | Título                                        | Duración |  |
| 1.                | «Proper Education» (radio edit)               |          |  |
| 2.                | «Proper Education» (club mix)                 |          |  |
| 3.                | «Call on Me» (Henrik B remix)                 |          |  |
| 4.                | «Proper Education» (Sebastian Ingrosso remix) |          |  |
| 5.                | «Extended interactive CD-ROM»                 |          |  |

| Sencillo 12" (Reino Unido) |                                               |          |  |
| N.º                        | Título                                        | Duración |  |
| 1.                         | «Proper Education» (club mix)                 |          |  |
| 2.                         | «Proper Education» (Sebastian Ingrosso remix) |          |  |

| Sencillo CD (Estados Unidos y Australia) |                                               |          |  |
| N.º                                      | Título                                        | Duración |  |
| 1.                                       | «Proper Education» (radio edit)               |          |  |
| 2.                                       | «Proper Education» (club mix)                 |          |  |
| 3.                                       | «Proper Education» (Sebastian Ingrosso remix) |          |  |

## Posicionamiento en listas
| Lista (2006-2007)                       | Mejor posición |
| --------------------------------------- | -------------- |
| Australia (ARIA)                        | 20             |
| Australian Club Chart (ARIA)            | 1              |
| Austria (Ö3 Austria Top 40)             | 20             |
| Bélgica (Flandes) (Ultratop 50)         | 2              |
| Bélgica (Valonia) (Ultratop 50)         | 12             |
| CEI (Tophit)                            | 4              |
| República Checa (Rádio Top 100)         | 6              |
| Dinamarca (Tracklisten)                 | 3              |
| Unión Europea (Eurochart Hot 100)       | 2              |
| Finlandia (OFC)                         | 1              |
| Francia (SNEP)                          | 10             |
| Alemania (Offizielle Deutsche Charts)   | 4              |
| Hungría (Dance Top 40)                  | 3              |
| Hungría (Rádiós Top 40)                 | 2              |
| Irlanda (IRMA)                          | 9              |
| Italia (FIMI)                           | 11             |
| Países Bajos (Dutch Top 40)             | 3              |
| Países Bajos (Mega Single Top 100)      | 4              |
| Rumania (Romanian Top 100)              | 9              |
| Escocia (Scottish Singles Sales Chart)  | 2              |
| Eslovaquia (Rádio Top 100)              | 29             |
| España (Top 100 Canciones)              | 4              |
| Suecia (Sverigetopplistan)              | 7              |
| Suiza (Schweizer Hitparade)             | 12             |
| Reino Unido (UK Dance Chart)            | 1              |
| Reino Unido (UK Singles Chart)          | 2              |
| Estados Unidos (Hot Dance Club Songs)   | 29             |
| Estados Unidos (Dance/Mix Show Airplay) | 1              |

| Lista (2006)                          | Posición |
| ------------------------------------- | -------- |
| Hungría (Dance Top 40)                | 97       |
| Lista (2007)                          | Posición |
| Australian Club Chart (ARIA)          | 17       |
| Australian Dance (ARIA)               | 23       |
| Bélgica (Ultratop 50 Flanders)        | 43       |
| Bélgica (Ultratop 50 Wallonia)        | 54       |
| CIS (TopHit)                          | 25       |
| Unión Europea (Eurochart Hot 100)     | 27       |
| Francia (SNEP)                        | 89       |
| Alemania (Official German Charts)     | 51       |
| Hungría (Dance Top 40)                | 15       |
| Hungría (Rádiós Top 40)               | 47       |
| Países Bajos (Dutch Top 40)           | 35       |
| Países Bajos (Single Top 100)         | 72       |
| Suecia (Sverigetopplistan)            | 68       |
| Suiza (Schweizer Hitparade)           | 58       |
| UK Singles (OCC)                      | 66       |
| US Dance/Mix Show Airplay (Billboard) | 17       |

## Certificaciones
| País      | Certificación | Ventas |
| --------- | ------------- | ------ |
| Dinamarca | Oro           | 4 000  |

## Historial de lanzamientos
| País           | Fecha                   | Formato             | Discográfica                      | Ref.   |
| -------------- | ----------------------- | ------------------- | --------------------------------- | ------ |
| Suecia         | 24 de noviembre de 2006 | Disco ilustrado 12" | Pryda, Data                       | [ 1 ]  |
| Países Bajos   | 22 de diciembre de 2006 | CD                  | Spinnin'                          | [ 1 ]  |
| Reino Unido    | 1 de enero de 2007      | Vinilo 12"          | Data, Positiva, Ministry of Sound | [ 1 ]  |
| Estados Unidos | 30 de enero de 2007     | Descarga digital    | Ultra                             | [ 1 ]  |
| Australia      | 5 de marzo de 2007      | CD                  | Ministry of Sound                 | [ 56 ] |
| Estados Unidos | 6 de marzo de 2007      | Maxi-CD             | Ultra                             | [ 1 ]  |